# Carmen Planas Palou
Carmen Planas Palou (Palma) és una empresària mallorquina, presidenta de la Confederació d'Associacions Empresarials de Balears (CAEB), que és l'organització empresarial territorial en Balears de la Confederació Espanyola d'Organitzacions Empresarials (CEOE) i de la Confederació Espanyola de Petites i Mitges Empreses (CEPYME). És, al seu torn, presidenta de la Unió Balear d'Entitats Sanitàries (UBES), i vicepresidenta del Consell d'Administració de ISBA Societat de Garantia Recíproca. Es dona la circumstància que ISBA SGR, promoguda des de la pròpia Confederació d'Associacions Empresarials de Balears, quan era president Gabriel Barceló Oliver va ser la primera Societat de Garantia Recíproca creada a Espanya. Carmen Planas és la major dels nou fills de Vicente Planas Hevia, fundador de la Ciutat de la Salut i de la Ciència de Palma, i neta de Vicente Planas Rosselló, fundador de la Clínica Palma Planas.
El 2025 fou inclosa a la llista Forbes de les 50 dones més influents de les Balears.